# Наваріно (острів)
Наваріно (ісп. Isla Navarino) — острів архіпелагу Вогняна Земля, належить Чилі .

## Географія
Знаходиться на південь від острова Вогняна Земля (Ісла-Гранде) через протоку Бігль і на північ від мису Горн. Західніше через вузьку протоку Мюррея розташований острів Осте. Знаменитий тим, що на острові розташовані найпівденніші населені пункти Землі — порт і селище Пуерто-Вільямс і рибальське село Пуерто-Торо.
Клімат на острові, незважаючи на близькість до Антарктики, порівняно м'який — літом середньоденна температура становить +9 — +10 °С, взимку — близько 0 °C. Середньорічна температура — +5,5 — +6 °C. Острів, за винятком гористої центральної частини і скель на південному узбережжі, покритих лісом. Магелланові субполярні ліси — одні з найпівденніших лісових масивів планети.